# リエージュ司教領

リエージュ司教領
Fürstbistum Lüttich (ドイツ語)
Principauté de Liège (フランス語)
Prinsbisdom Luik (オランダ語)
Principåté d' Lidje (ワロン語)

リエージュ司教領の地図（1350年前後)

リエージュ司教領（リエージュしきょうりょう、独: Fürstbistum Lüttich）は、現在のベルギーに存在した神聖ローマ帝国の領邦。

## 概要
帝国北西部のニーダーライン＝ヴァストファーレン帝国クライス（de）に位置し、現在のベルギーのリエージュ州の大部分とリンブルフ州、および周辺の飛び地を含んだ部分から構成されていた。首都はリエージュであり、ドイツ語ではLüttich、オランダ語ではLuikと呼ばれていた。
リエージュ司教は10世紀に、すでにリエージュの教区の一部であったユイに対し、世俗的な支配権を得た。その後、司教区は次々と支配権を拡大していき、1096年にはブイヨン領主領（Lordship of Bouillon、1678年にフランスに割譲された）を、1366年にはローン伯領（County of Loon）を、1568年には現オランダ、ヴェールト近くのホールネ伯領（County of Horne）を獲得した。リエージュ司教領はネーデルラント17州や南ネーデルラントの一部ではなかったが、16世紀以降、マルク家の支配のもと、ブルゴーニュ公爵そして後にハプスブルク家からの影響を強く受けた。
司教領はフランス革命軍の征服により1795年に解体された。その領土は3つの県に分けられ、ムーズ＝アンフェリユール県（en）、ウルト県（en）、サンブル＝エ＝ムーズ県（en）となった。
司教領の重要な都市（フランス語：bonnes villes）として、以下の都市が存在した。シャトレ（en）、シネー（en）、クーヴァン、ディナン、フォッス・ラ・ヴィユ（en）、ユイ、リエージュ、チュアン（en）、ヴェルヴィエ、ヴィゼ（en）、ワレム（en）、ベランガン（en）、ビルゼン（en）、ボルグロン（en）、ブレー（en）、アモン（en）、ハッセルト（アッセル）、ヘルク・ド・スタッド（en）、マーセイク（en）、ピール（en）、シント＝トロイデン（サン＝トロン）、ストッケン（en）、トンゲレン。
マーストリヒトは、リエージュ司教領とブラバント公（後にはネーデルラント連邦共和国議会）の両方の支配を受けた。

## 起源

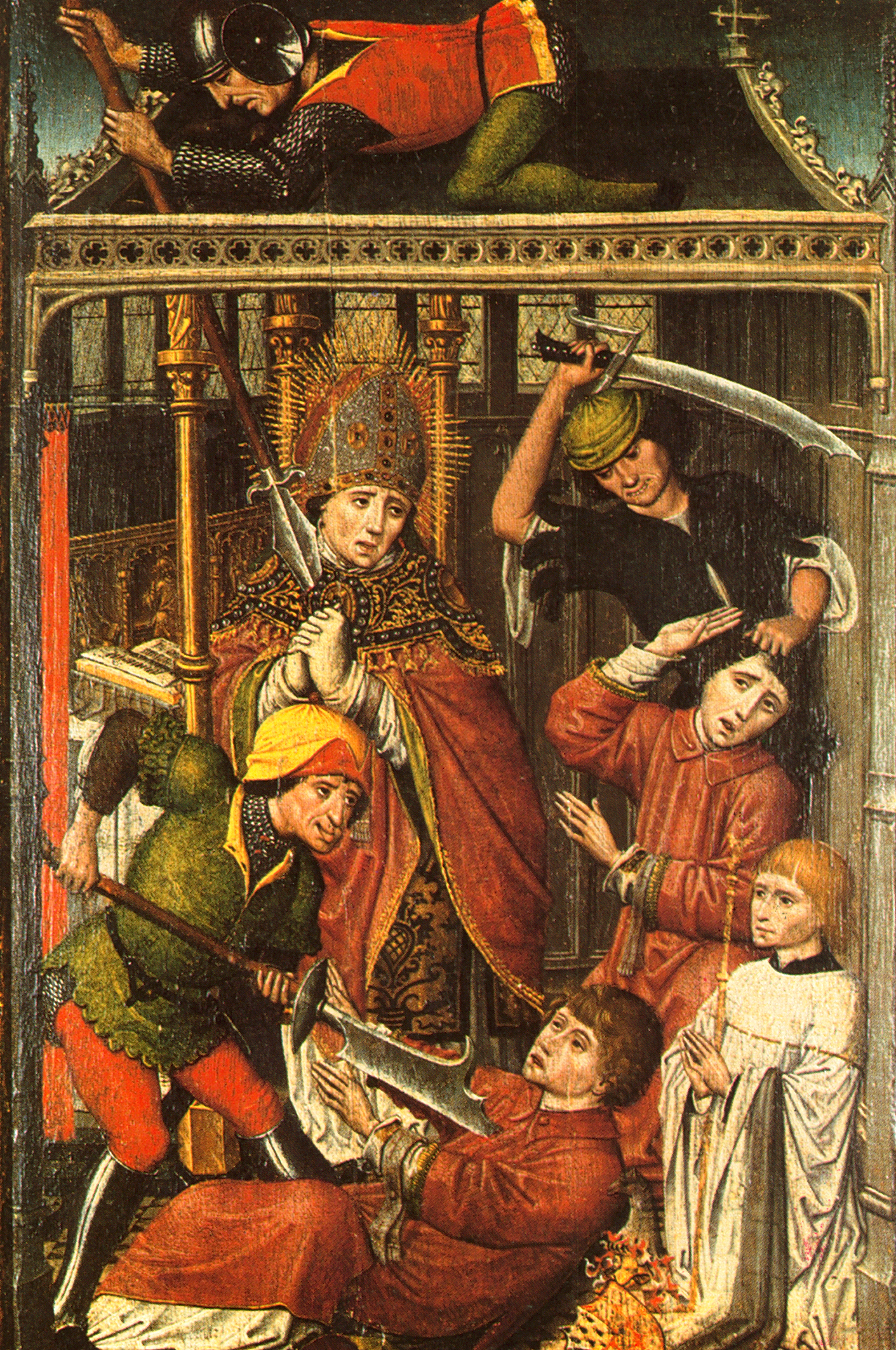
聖ランベールの殉教

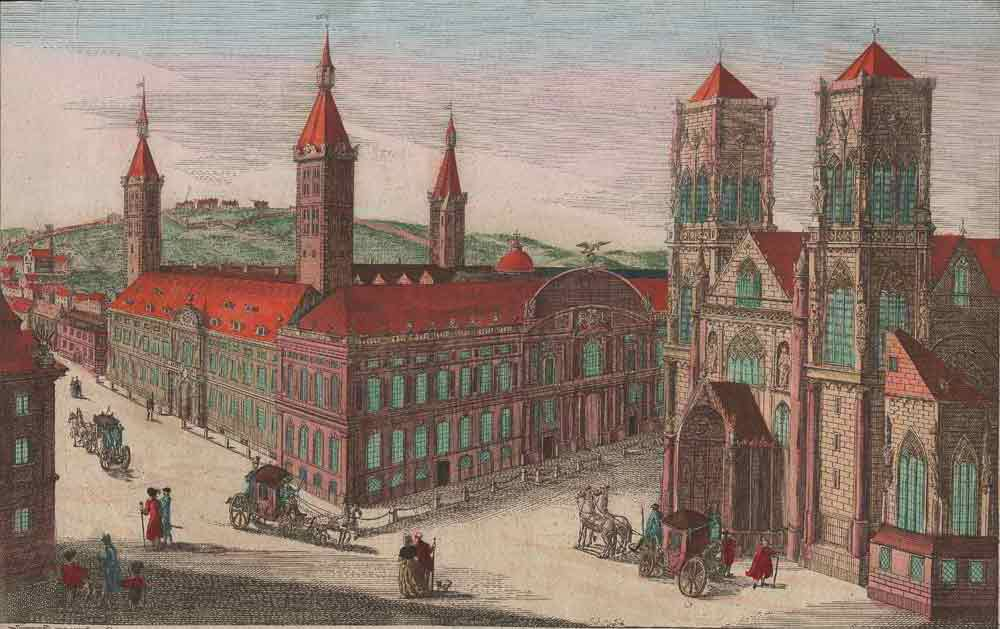
聖ランベール大聖堂と司教の宮殿（18世紀）

この司教区の当初の領域は、キウィタス・トゥングロルム（Civitas Tungrorum）と一致しており、その首都は、リエージュの北方にあるトンゲレンであった。トンゲレン司教区は、もともとトリーア司教区とケルン司教区の一部であったが、4世紀前半に自立した組織となった。北はユトレヒト司教区に接し、東はケルン司教区に接し、南にはトリーア司教区とランス司教区に接し、西にはカンブレー司教区に接していた。このように、トンゲレン司教区はシメイ近傍のフランスから、スタブロ（en）、アーヘン、グラートバッハ、フェンローまで、アントウェルペン近郊のスモワ川岸やエケレン（en）から、トーレン島やムールダイク（en）にわたり、したがってラテン人もゲルマン人も含んでいた。1559年に至るまでこれはほとんど変更されなかったが、1559年には司教区にあった1636個の教会区は、8の大助祭管区と28の地方教区（Council, Deanery）に編成された。
最初のトンゲレン＝マーストリヒト＝リエージュ司教は聖セルヴァティウス（en）で、344年もしくは345年に任命され、リミニ地方教区（Council of Rimini）より統治（359年 - 360年）し、384年頃に死亡した。406年の侵攻により司教区はバラバラとなり、その回復には長い時間がかかった。おそらく6世紀に、司教座はマーストリヒトに移った。フランク族の改宗は、ファルコ（en）の元で進められた（6世紀前半）、そしてそれは、聖ドミティアヌス（en）、聖モヌルフス（en）、聖ゴンドゥルフス（en）（6世紀から7世紀）に引き継がれた。聖モヌルフスはマーストリヒトにあった聖セルヴァティウスの墓の上に教会を建設し、これは後に「聖セルヴァティウスのバシリカ」となった。7世紀中は、司教は異教徒との争いに取り組んだ。聖アマンドゥス（en、647年 - 650年）および聖レマクルス（en、650年 - 660年）は、落胆のため司教の座を捨て、修道院を建設した。聖テオダルド（en、660年 - 669年）は死亡し、殉教者となった。
聖ランベルト（ランベール、en、669年 - 700年）は、アルデンヌ地域における異教徒の改宗を完了した。705年頃、彼は当時はレウディクス村（Vicus Leudicus）と呼ばれていたリエージュにおいて祈祷中に、教会の財産を守るために近隣の領主により殺害された。その後、彼は殉教者とされた。後継者の聖フーベルトゥス（en）は、彼の遺骸をリエージュに運び、その墓の上に大聖堂（St. Lambert's Cathedral）を建築した。この大聖堂は後にこの都市の中心となり、その近くに司教の住居が建設された。
アギルフリドゥス（Agilfridus、768年 - 784年）およびゲルバルドゥス（Gerbaldus、785年 - 810年）は両者とも、カール大帝により司教に任命された。ハートガー（Hartgar）は初めて司教の宮殿を建築した。ノルマン人を破ったフランコ司教（Franco）はアイルランドの詩人セドゥリウス・スコトゥスにより絶賛された。ステファヌス（Stephenus、908年 - 920年）、リカルド（Richard、920年 - 945年）、フーゴー（Hugo、945年 - 947年）、フロレベルト（Florebert、947年 - 958年）、ラテル（Rather）は修道院出身の司教であった。作家であり作曲家であるステファヌスは、カトリック教会で三位一体の儀式と祭礼を行った人物である。ラテルは生涯にわたり学問を究めた。ヘラクリウス（Heraclius）は959年に司教の地位に就き、4つの新しい教区の教会、1つの修道院、2つの協同教会を建築した。また、自分の司教区でモザン美術（en）として知られている芸術活動を始めた。

## 司教領

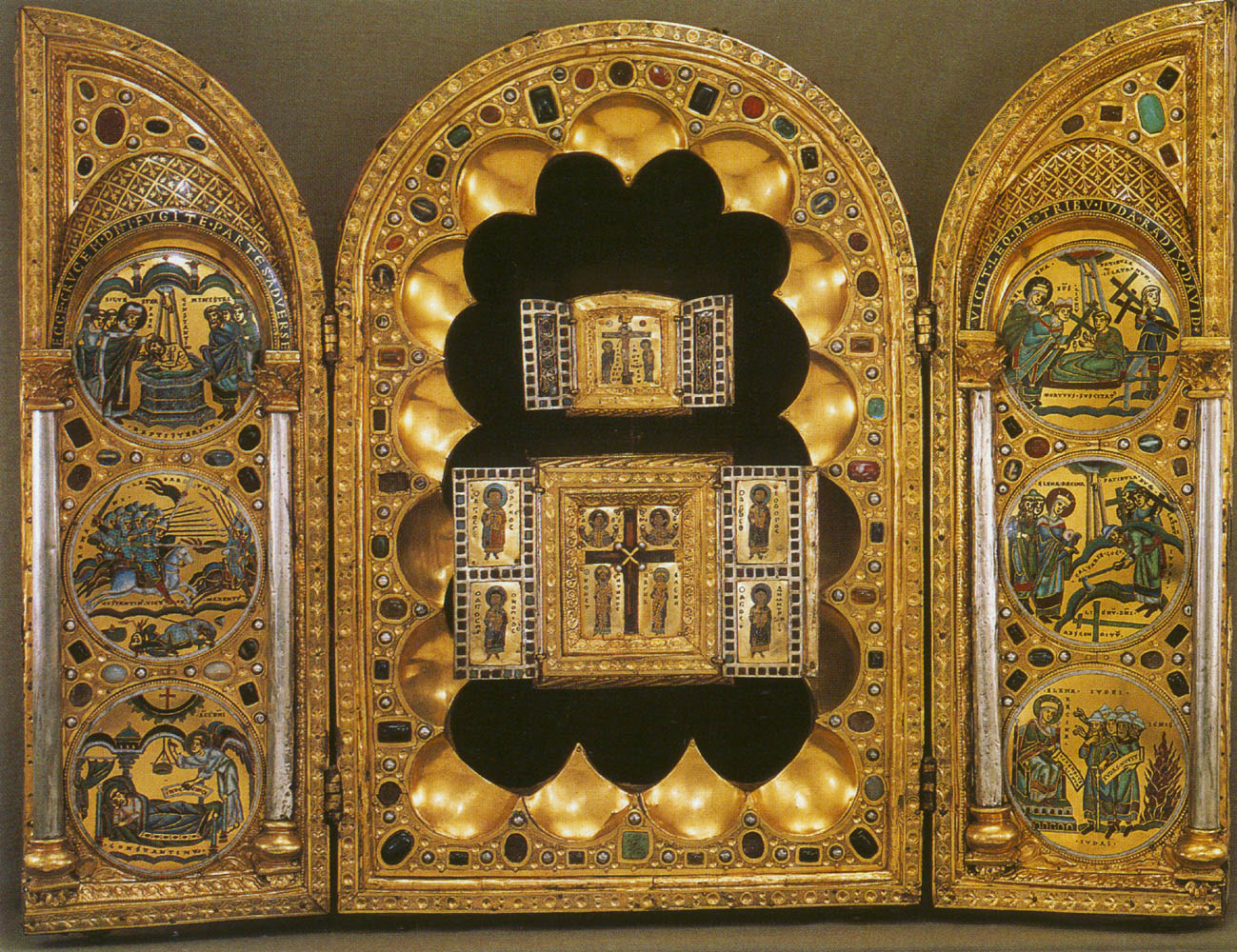
スタブロのトリプティクはモザン美術の例である。ニューヨーク・モルガン・ライブラリー

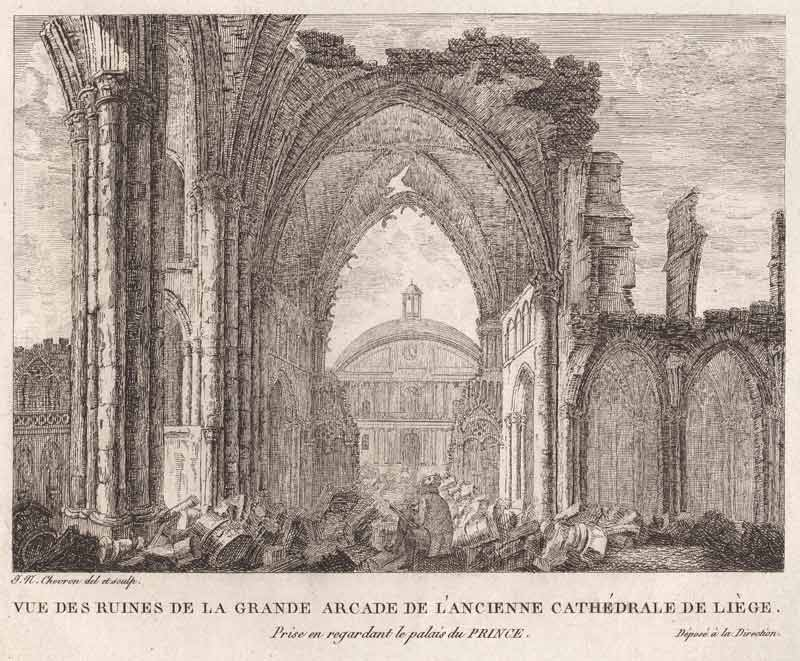
聖ランベール大聖堂の破壊

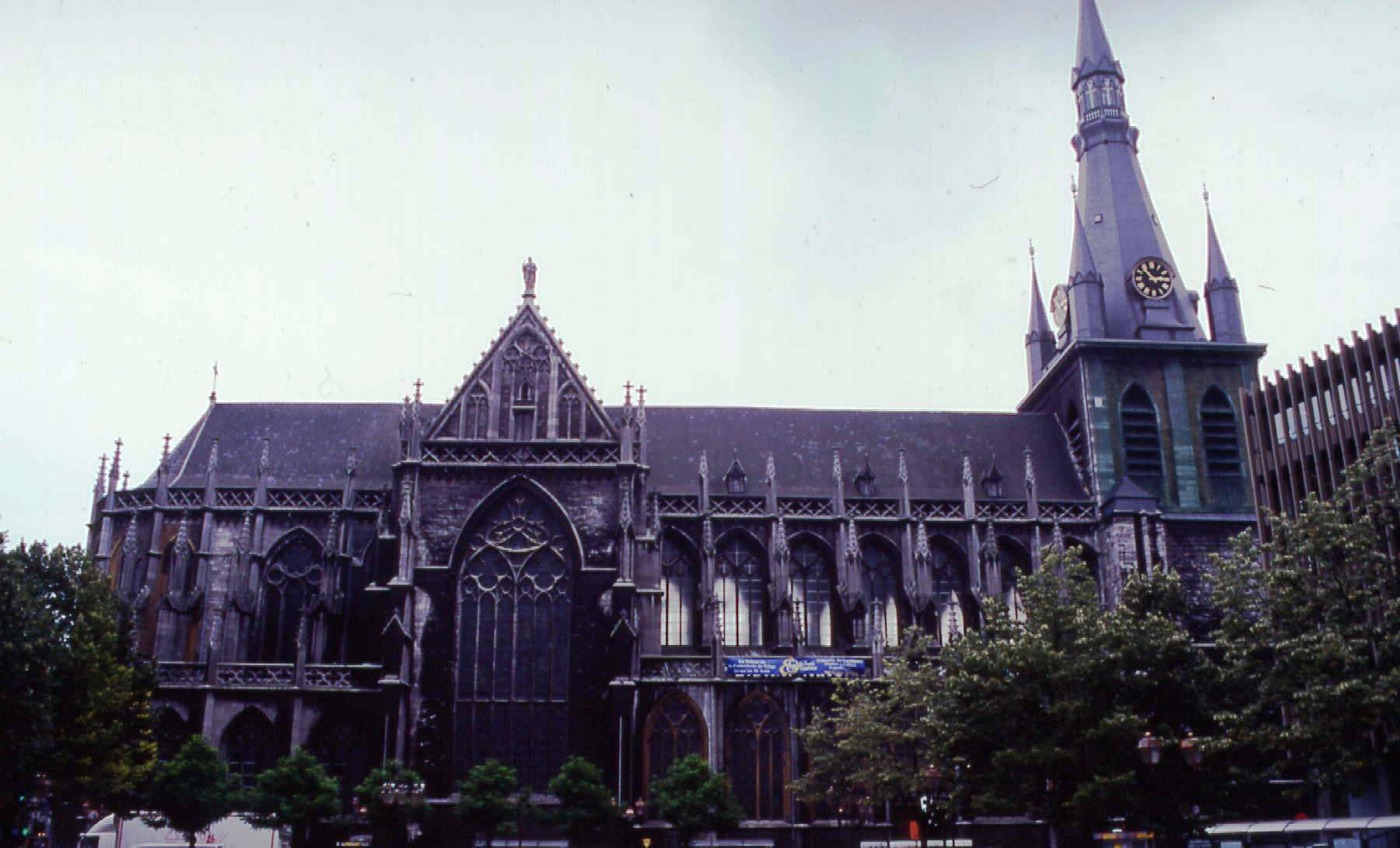
リエージュの聖ポール大聖堂が1801年より司教区の大聖堂になった。

リエージュの教会の支配領域は、寄進されたり、自ら獲得することによって増加していった。ノジェ（Notger、972年 - 1008年）は、司教の地位についている期間に、ユイ伯領に対する世俗的な支配権を得て、彼自身が諸侯となった。この地位はフランス革命まで彼の後継者により引き継がれた。リエージュ司教領は、理論的には神聖ローマ帝国に属していたものの、800年近くにもわたって事実上の独立を維持した。この事実上の独立に大きく寄与したのはリエージュ司教の能力であり、彼らは、フランスとドイツの間の戦略的な位置にあることから、国際政治においていくども重要な役割を担った。この司教領の創設者であるノジェは、聖ランベール大聖堂と司教の宮殿を再建し、ヘラクリウス（Heraclius）により始められた聖パウロの協同教会を完成させ、聖十字（Sainte-Croix）と聖ドニ（Saint-Denis）の2つの共同教会の建設を進め、福音記者ヨハネの教会も建設した。
この司教は、都市の教区の組織を強化した。彼は、万霊節の習慣を広めた最初の1人であった。この万霊節はこの司教領で正式の祭礼とされた。しかし、ノジェの統治下で、ヘラクリウスの業績が引き継がれ、リエージュの教育制度は発展した。これは、これら2人の司教とワゾン（Wazon）による貢献が大きい。「リエージュは1世紀以上もの間、国々の中で決して到達できないほどの科学的な地位を占めた。」「リエージュの学校は、実際に、その期間、文学的な点に焦点が当てられていた。」バルデリック・ド・ローツ（Balderic de Looz、1008年 - 1018年）、ウォルボドン（Wolbodon、1018年 - 1021年）、デュラン（Durand、1021年 - 1025年）、レジナール（Reginard、1025年 - 1038年）、ニタール（Nitard、1038年 - 1042年）、ワゾン、テオダン（Theoduin、1048年 - 075年）はノジェの遺産を一生懸命維持した。これらの学校は多くの優秀な学者を輩出し、ステファヌス9世とニコラウス2世の様なカトリック教会の教皇も送り出した。司教区はパリ大学にも多くの博士を送り出した。ギヨーム・ド・サン＝ティエリー（Guillaume de Saint-Thierry）、リエージュのジェラール（Gérard de Liège）およびゴドフロワ・ド・フォンテーヌ（Godfrey de Fontaines）である。リエージュのアルジェ（Alger of Liège、1055年 - 1131年）は、その時代における著名な知識人であり、リエージュの聖バルトロマイ教会の助祭に任命され、最終的にはクリューニーの修道院へ退いた。
アンリ・ド・ヴェルダン（Henri de Verdun、1075年 - 1091年）の治世に、戦争回避と神の平和運動の強化を目的として裁判所（tribunal de la paix）が創設された。オトベール（Otbert、1091年 - 1119年）は国土の拡大を行った。彼はハインリヒ4世に忠実であり、ハインリヒ4世は、彼の客人として死去した。アンリ・ド・ナミュール（Henri de Namur、1119年 - 1121年）は非業の死を遂げたことで、殉教者として崇拝されるようになった。アレクサンドル・フォン・ユーリヒ（1128年 - 1134年）の治世の間に、リエージュに教皇インノケンティウス2世、神聖ローマ帝国皇帝ロタール3世および聖ベルナルドゥスの3人が訪れた。ルドルフ・フォン・ツェーリンゲンについては、ベギン修道会の創設で名を残したランベール・ル＝ベーグによる説教の中で言及されている。
アルベロン1世・ド・ルーヴァン（Alberon I de Louvain）は1191年にリエージュ司教に選ばれた、しかし、ハインリヒ6世は選挙に疑惑があるという口実を使い、ロタール・フォン・ホッホシュターデン（Lothar von Hochstaden）に司教位を与えた。アルベロンの選挙結果は教皇により認められたが、1192年にランスにおいて3人のドイツ騎士に暗殺された。皇帝がこの暗殺に関与していると考えられており、この犠牲者は聖人に加えられた。1195年、アルベール・ド・キュイク（Albert de Cuyck、1195年 - 1200年）はリエージュの人々の特権を正式に認めた。12世紀には、大聖堂の参事会は、司教との関係において重要な位置を占め、この国の歴史において重要な役割を果たした。

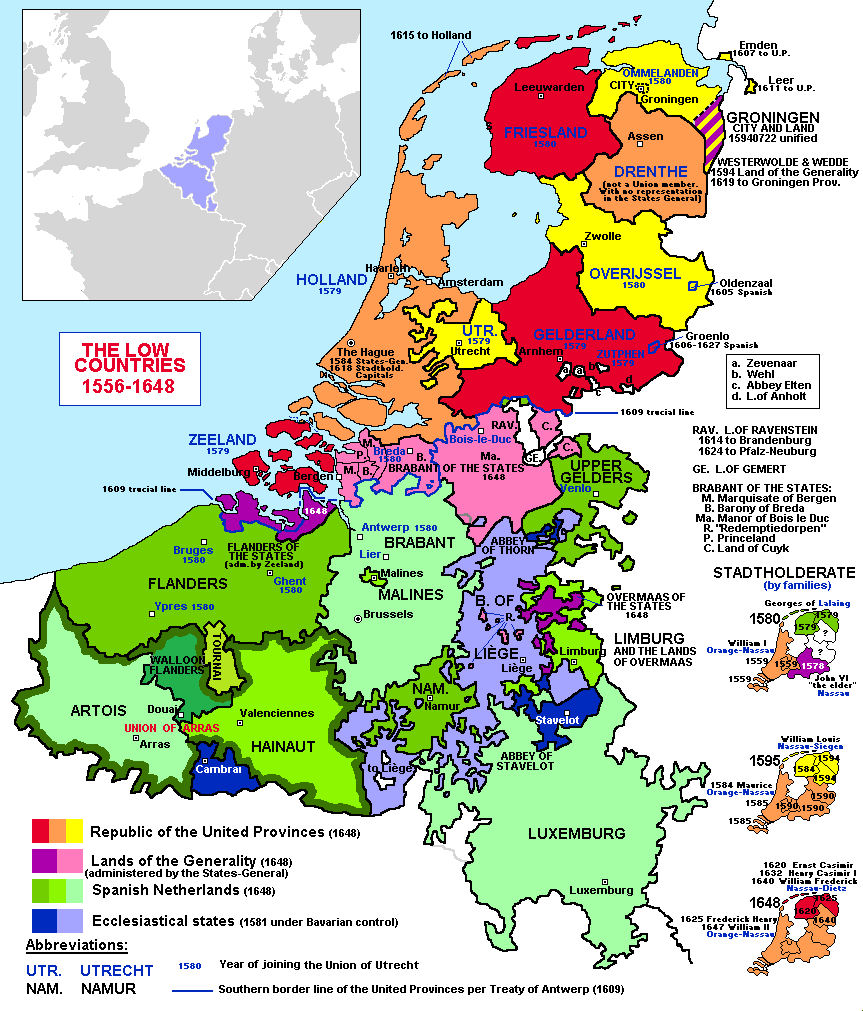
ネーデルラントと司教領の地図

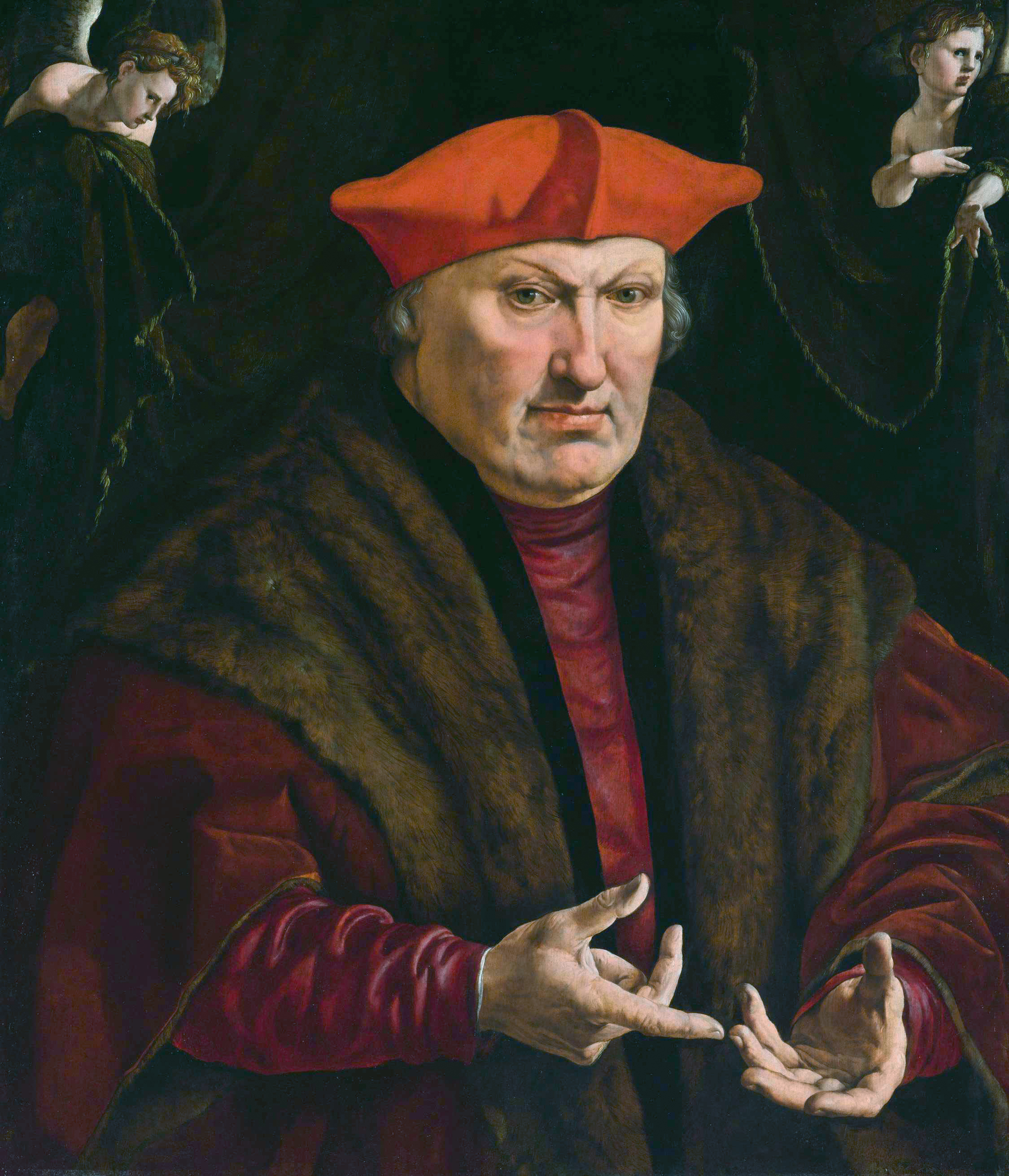
ヤン・コルネリスゾーン・フェルメイエン(Jan Cornelisz. Vermeyen、1500年 - 1559年)作、"エラール・ド・ラ・マルクの肖像"

上流階級と下層階級の間の争いは、司教がしばしば介入したが、13世紀・14世紀を通じて拡大し、15世紀には最高潮に達して司教都市の略奪と破壊が行われた。ロベール・ド・トゥロット（ラングル）（Robert de Thourotte (Langres)、1240年 - 1246年）の治世に、リエージュのコルニヨン（Cornillon）の修道女である聖ジュリアーヌは、神の啓示により、聖餐のパンの祭礼を行うことべきだと進言した。いくらかのためらいがあったが、司教はこの考えを採用し、特別の儀式が行われた。しかし、司教の死によりこれを制度化させることは出来なかった。この制定は、リエージュのドミニコ会の前修道院次長ユーグ・ド・サン＝シェール（Hugues de Saint-Cher）が、ローマ教皇の使節としてリエージュに戻ってくるまで待つことになった。この人物は、1252年ユーグはこの祭礼を彼の使節の権限により義務の1つとした。ジャン・ド・トロワ（Jean de Troyes）はリエージュでの副司祭の後、教皇に選ばれ（ウルバヌス4世）、全教会に聖体の祝日の儀式を行うことを奨励した。リエージュにおける他の副司祭は、グレゴリウス10世の名の教皇の元で、地位にふさわしくないハインリヒ・フォン・ゲルデルン（Heinrich von Geldern、1247年 - 1274年）を退位させた。アドルフ2世・ド・ラ・マルク（Adolphe II de La Marck、1313年 - 1344年）の治世、1316年に署名されたフェクセ和平条約により、司教とその臣民の関係が調整された。それにもかかわらず、内輪もめは継続し、アルノー・ファン・ホルン（Arnould van Horn、1378年 - 1389年）司教が、国民政党の勝利により選ばれた。1366年ルーン伯領は、現在のリンブルフ州の大部分を含む司教領に併合された。ルイ・ド・ブルボン（Louis de Bourbon、1456年 - 1482年）は、司教領の獲得を狙っていたブルゴーニュ公の政治的な陰謀により司教位に就いた。シャルル突進公による1466年のディナンの破壊と1468年のリエージュの破壊は司教領における民主主義の優勢を終結させた。
1540年代に、カール5世によりネーデルラント17州ができ、非公式にであるが司教領を支配した。エラール・ド・ラ・マルク（Érard de La Marck、1505年 - 1538年）の治世は回復の期間であった。彼は見識ある芸術の保護者であった。宗教改革に対する抵抗を行ったのも彼であり、彼の後継者もそれを引き継いだ。その宗教改革に対する抵抗で有名なのは、ジェラール・ド・グルスベーク（Gérard de Groesbeek、1564年 - 1580年）である。この宗教改革に対する抵抗を助けるために、教皇パウルス4世は1559年5月12日の大勅書である "Super Universi" により、低地諸国に新たな司教領を設立した。この変更は、リエージュ司教領の財政に大きく影響を及ぼした。たくさんの教区がルールモン（Roermond）、ボワ・ル・デュク（Bois-le-Duc、現在のスヘルトーヘンボス（'s-Hertogenbosch））、ナミュール司教領全体やメヘレンやアントウェルペンの司教領の一部を形成するために引き抜かれた。それによりリエージュの大聖堂参事会長領は13まで減少した。
17世紀の司教のほとんどは外国人であり、そのほとんどが複数の司教区を統治した。彼らの頻繁な不在は、シルー（Chiroux）とグリニュー（Grignoux）の両領地に自由裁量を与えることとなったが、これはマクシミリアン・ハインリヒ・フォン・バイエルン（バイエルン公アルブレヒト6世の子、ケルン大司教、1650年 - 1688年）の1681年の勅令により停止された。18世紀の中ごろ、フランスの百科全書派の考えがリエージュにおいても受け入れ始められていた。フランソワ＝シャルル・ド・フェルブリュック（François-Charles de Velbrück、1772年 - 1784年）は、それらが広まることを奨励し、これがリエージュ革命（Revolution Liégeoise）につながった。セザール＝コンスタンタン＝フランソワ・ファン・フンスブルック（César-Constantin-François de Hoensbroeck、1781年 - 1792年）の専制統治に対する反対運動が、1789年のリエージュ革命に発展した。1791年初め、この革命は神聖ローマ帝国軍により鎮圧された。

## 近代の司教区
最終的に司教領はフランスに併合され、他のベルギーの州と同じ運命をたどった。司教区は革命を生き延び、1801年にナポレオンと教皇ピウス7世の間のコンコルダートにおいても確認された。新たな司教区は1802年4月10日に設立され、ウルト県及びムーズ・インフェリウール県に加え、フォレ県（フランス語：Forêts département）のいくつかの教区を含んでいた。1818年には、プロイセンへの割譲によりいくつかの小郡を失った。ネーデルラント連合王国の成立後、司教区はリエージュとリンブルフより構成された。1838年5月6日、ファン・ボメル司教（Mgr Van Bommel）はリエージュ司教区を2つの司教区に分割した。1839年、司教区はリンブルフの教区を失った。ここには、1967年にオランダ語を話す人々により、新たなハッセルト（Hasselt）教区が創立された。現在のリエージュ司教区は、メヘレン＝ブリュッセル大司教区に属しており、543人の司祭による525の教区（parish）からなり、2003年時点で1,023,506人の人口を持つ、そのほとんどがフランス語を話すワロン人で、ドイツ語を話すドイツ人は少数派である。現在司教区の領域はリエージュ州と同一である。

## リエージュの司教の一覧

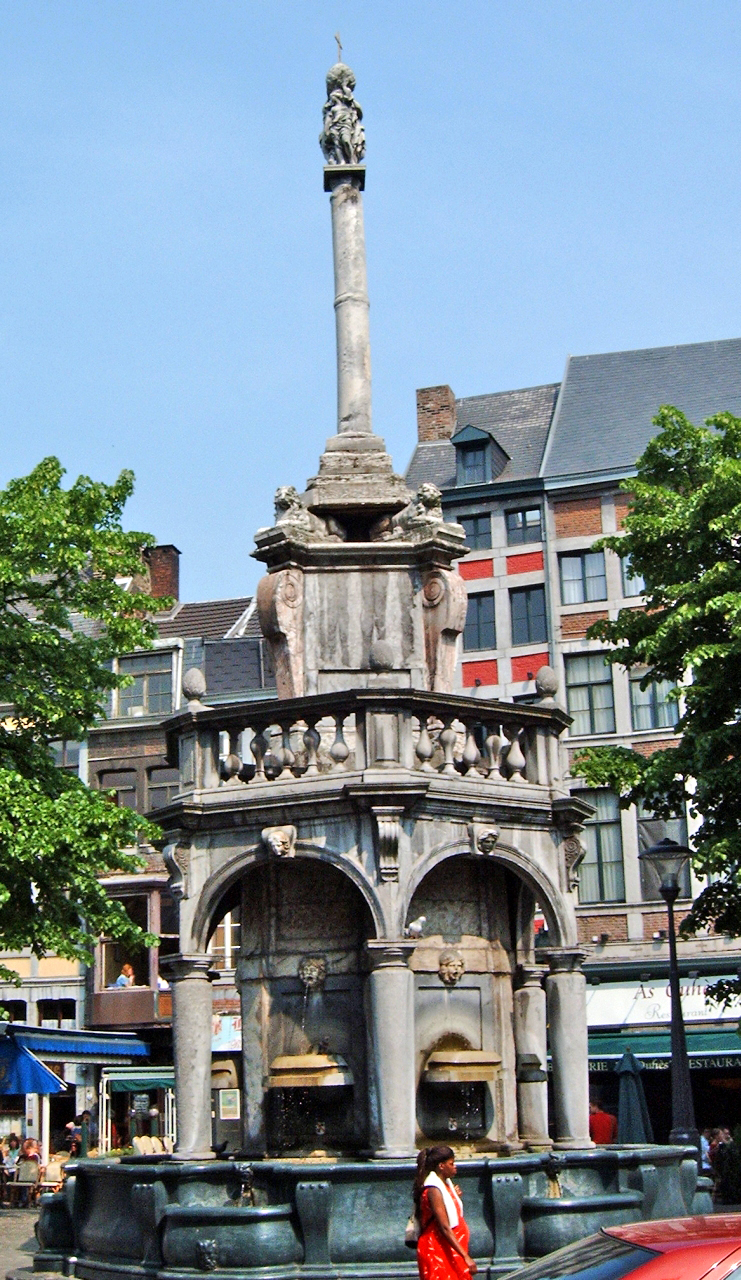
リエージュの「ペロン」（perron）は司教から市民が獲得した都市の権利を示すシンボルである。

### リエージュ司教（315年頃 - 971年）
- マテルヌス（Maternus, 約315年）
- 聖セルヴァティウス（St. Servatius, 342年 - 384年）
- アラヴァティウス（Aravatius）
- ファルコ（FalkoもしくはFalco, 約498年 - 約512年）
- 聖ドミティアヌス（St. Domitianus, ? - 560年）
- エブリギスス（Ebrigisus）
- 聖モヌルフス（St. Monulphus, 549年 - 588年、リエージュの教会の創設者）
- 聖ゴンドゥルフス（St. Gondulphus, 589年 - 614年）
- 聖エブレギスス（St. Ebregisus, 614年 - 627年）
- 聖ヨハネス1世アグヌス（St. Johannes I Agnus, 627年 - 647年）
- 聖アマンドゥス（St. Amandus（647年 - 650年）
- 聖レマクルス（St. Remaclus, 652年 - 662年）
- 聖セオダルドゥス（St. Theodardus, 662年 - 669年）
- 聖ランベルトゥス（St. Lambertus, 669年 - 705年前後、司教領を守った聖人）
- 聖フーベルトゥス（St. Hubertus, 705年前後 - 727年、都市を守った聖人）
- フロリベルトゥス（Floribertus, 727年 - 736年もしくは738年）
- フルカリウス（Fulcharius, 736年もしくは738年 - 769年）
- アギルフリドゥス（Agilfridus, 769年 - 787年）
- ゲルバルドゥス（Gerbaldus, 787年 - 809年）
- ヴァルトカウドゥス（Walcaudus, 809年 - 831年）
- ピラルド（Pirard, 831年 - 838年もしくは840年）
- ヒルカール（Hirchar, 838年もしくは840年 - 857年）
- フランコ（Franco, 858年 - 901年）
- ステファヌス（Stephenus, 901年 - 920年）
- リシャール（Richard, 920年 - 945年） - メッツ伯アダラール2世の子（ジラール家）
- フーゴー1世（Hugo I, 945年 - 947年）
- フロレベルト（Florebert, 947年 - 953年）
- ラテル（Rather, 953年 - 955年）
- バルデリック1世（Baldrick I, 955年 - 959年）
- ヘラクリウス（Heraclius, 959年 - 971年）

### リエージュ司教（リエージュ司教領成立後）（972年 - 1794年）
- ノジェ（Notger, 972年 - 1008年、リエージュ司教領の創始者）
- バルドリック2世（Baldrick II, 1008年 - 1018年）
- ウォルボドン（Wolbodon, 1018年 - 1021年）
- デュラン（Durand, 1021年 - 1025年）
- レジナール（Reginard, 1025年 - 1037年）
- ニタール（Nithard de Liège, 1037年 - 1042年）
- ワゾン（Wazon, 1042年 - 1048年）
- テオデュアン・ド・バヴィエール（Theoduin de Bavière, 1048年 - 1075年）
- アンリ1世・ド・ヴェルダン（Henri I de Verdun, 1075年 - 1091年）
- オトベール（Otbert, 1091年 - 1119年）
- フレデリック・ド・ナミュール（Frédéric de Namur, 1119年 - 1121年）　ナミュール伯アルベール3世の子（ナミュール家）
- アルベロン1世・ド・ルーヴァン（Albéron I de Louvain, 1122年 - 1128年）　ルーヴァン伯アンリ2世の子（レニエ家）
- アレクサンドル1世・フォン・ユーリヒ（Alexandre I, 1128年 - 1135年）
- アルベロン2世・ド・シニー＝ナミュール（Albéron II de Chiny-Namur, 1135年 - 1145年）
- アンリ2世・ド・リーズ（Henri II de Leez, 1145年 - 1164年）
- アレクサンドル2世（Alexandre II, 1164年 - 1167年）
- ルドルフ・フォン・ツェーリンゲン（Rudolf von Zähringen, 1167年 - 1191年）　ツェーリンゲン公コンラート1世の子（ツェーリンゲン家）
- アルベール・ド・ルーヴァン（Albert de Louvain, 1191年 - 1192年）　下ロートリンゲン公ジョフロワ3世の子（レニエ家）
- ロタール・フォン・ホーホシュターデン（Lothar von Hochstaden, 1192年 - 1193年）
- シモン・ファン・リンブルフ（Simon van Limburg, 1193年 - 1195年）　 リンブルフ公ハインリヒ3世の子
- アルベール・ド・キュイク（Albert de Cuyck, 1195年 - 1200年）
- ユーグ・ド・ピエルポン（Hugues de Pierrepont, 1200年 - 1229年）
- ジャン・デッペス（Jean d'Eppes, 1229年 - 1238年）
- グリエルモ・ディ・サヴォイア（Guglielmo di Savoia, 1238年 - 1239年）　サヴォイア伯トンマーゾ1世の子
- ロベール・ド・トゥロット（Robert de Thourotte , 1240年 - 1246年）
- ハインリヒ・フォン・ゲルデルン（Heinrich von Geldern, 1247年 - 1274年）　ゲルデルン伯ゲルハルト3世の子
- ジャン・ダンギャン（Jean d'Enghien, 1274年 - 1281年）
- ジャン・ド・フランドル（Jean de Flandre, 1282年 - 1291年）　フランドル伯ギーの子
- ユーグ・ド・シャロン（Hugues de Chalon, 1295年 - 1301年）　シャロン伯ジャンの子（アンスカリ家）
- アドルフ・フォン・ヴァルデック（Adolf von Waldeck, 1301年 - 1302年）
- ティエリー・ド・バル（Thiébaut de Bar, 1302年 - 1312年）　バル伯ティボー2世の子（スカルポン家）
- アドルフ・ド・ラ・マルク(Adolphe de La Marck, 1313年 - 1344年）　マルク伯エーバーハルト2世の子（マルク家）
- アングルベール・ド・ラ・マルク（Englebert de La Marck, 1345年 - 1364年）　マルク伯エンゲルベルト2世の子（マルク家）
- ジャン・ダルケル（Jean d'Arckel, 1364年 - 1378年）
- アルノー・ファン・ホルン（Arnold van Horn, 1378年 - 1389年）
- ヨハン・フォン・バイエルン（Johann III von Bayern, 1389年 - 1418年）　バイエルン公
- ジャン・ド・ワーレンローデ（Jean de Walenrode, 1418年 - 1419年）
- ヨハン・フォン・ハインスベルク（Johann von Heinsberg, 1419年 - 1455年）
- ルイ・ド・ブルボン（Louis de Bourbon, 1456年 - 1482年）　ブルボン公シャルル1世の子
- ヤン・ファン・ホルン（Jan van Horn, 1484年 - 1505年）
- エラール・ド・ラ・マルク（Érard de La Marck, 1505年 - 1538年）　ブイヨン公ロベール1世の子（マルク家）
- コルネイユ・ド・ベルゲン（Corneille de Berghes, 1538年 - 1544年）
- ゲオルク・フォン・エスターライヒ（Georg von Österreich, 1544年 - 1557年）　皇帝マクシミリアン1世の庶子
- ロベール・ド・ベルゲン（Robert de Berghes, 1557年 - 1564年）
- ジェラール・ド・グルースベーク（Gérard de Groesbeek, 1564年 - 1580年）
- エルンスト・フォン・バイエルン（Ernst von Bayern, 1581年 - 1612年）　バイエルン公アルブレヒト5世の子
- フェルディナント・フォン・バイエルン（Ferdinand von Bayern, 1612年 - 1650年）　バイエルン公ヴィルヘルム5世の子
- マクシミリアン＝ハインリヒ・フォン・バイエルン（Maximilian Heinrich von Bayern, 1650年 - 1688年）　バイエルン公アルブレヒト6世の子
- ジャン＝ルイ・デルデーレン（Jean-Louis d'Elderen, 1688年 - 1694年）
- ヨーゼフ・クレメンス・フォン・バイエルン（Joseph Clemens von Bayern, 1694年 - 1723年）
- ジョルジュ＝ルイ・ド・ベルゲン（Georges-Louis de Berghes, 1724年 - 1743年）
- ヨハン・テオドール・フォン・バイエルン（Johann Theodor von Bayern, 1744年 - 1763年）　バイエルン選帝侯マクシミリアン2世の子
- シャルル＝ニコラ・ド・ドゥルトルモン（Charles-Nicolas d'Oultremont, 1763年 - 1771年）
- フランソワ＝シャルル・ド・フェルブリュック（François-Charles de Velbrück, 1772年 - 1784年）
- セザール＝コンスタンタン＝フランソワ・ド・フンスブルック（César-Constantin-François de Hoensbroeck, 1784年 - 1792年）
- フランソワ＝アントワーヌ＝マリー・ド・メアン（François-Antoine-Marie de Méan, 1792年8月18日 - 1794年7月20日）

### リエージュ司教（リエージュ司教領消滅後）（1802年 - 現在）
- ジャン＝エヴァンジェリスト・ゼッフェル（Jean-Évangéliste Zäpfel, 1802年 - 1808年）
- 空位（1808年 - 1829年）
- コルネイユ・リシャーヌ・アントワーヌ・フォン・ボメル（Corneille Richard Antoine von Bommel, 1829年 - 1852年）
- テオドール・ジョゼフ・ド・モンペリエ（Theodor Joseph de Montpellier, 1852年 - 1879年）
- ヴィクトル・ジョゼフ・ドゥテルルー（Victor Joseph Douterloux, 1879年 - 1901年）
- マルタン＝ユベール・リュタン（Martin-Hubert Rutten, 1902年 - 1927年）
- ルイ＝ジョゼフ・ケルクオフ（Louis-Joseph Kerkhofs, 1927年 - 1961年）
- ギヨーム・マリー・ファン・ズュイラン（Guillaume Marie van Zuylen, 1961年 - 1986年）
- アルベール・ウシオー（Albert Houssiau, 1986年 - 2001年）
- アロイス・ジュスタン（Aloys Jousten, 2001年 - ）